# Farm Heroes Saga
 (mai 2021).
Si vous disposez d'ouvrages ou d'articles de référence ou si vous connaissez des sites web de qualité traitant du thème abordé ici, merci de compléter l'article en donnant les références utiles à sa vérifiabilité et en les liant à la section « Notes et références ».
Farm Heroes Saga est un jeu vidéo développé par la société britannique de jeux en ligne King. 

## Description du jeu
Farm Heroes Saga est un jeu tridimensionnel[pas clair] sur le thème des cultures qui se débloque un par un. Après chaque quinzaine de niveaux, vous pouvez inviter vos amis Facebook pour débloquer des voyages plus longs. Le jeu dispose d'un maximum de cinq vies, et chaque partie consomme une vie. Lorsqu'une vie tombe à zéro, vous pouvez l'acheter avec des lingots d'or ou demander une vie à vos amis. Toutes les 30 minutes, vous gagnez une vie. Il existe deux monnaies dans le jeu, les haricots magiques et les barres d'or. Les haricots magiques peuvent être achetés avec des barres d'or. Les barres d'or, quant à elles, doivent être obtenues en stockant de la valeur, et peuvent être utilisées pour acheter divers objets tels que des accessoires et des vies,.

### Accessoires
Le jeu fournit de nombreux gadgets pour vous aider à avancer dans le jeu, dont la plupart doivent être achetés avec des lingots d'or. Certains articles, comme la pelle, seront donnés gratuitement à chaque période.